# Didymocentrus hasethi
Espèce
Synonymes
- Diplocentrus hasethi Kraepelin, 1896

Didymocentrus hasethi est une espèce de scorpions de la famille des Diplocentridae.

## Distribution
Cette espèce est endémique de Curaçao aux Antilles.

## Description
Le mâle décrit par Francke en 1978 mesure 46,30 mm et la femelle 46,35 mm.

## Systématique et taxinomie
Cette espèce a été décrite sous le protonyme Diplocentrus hasethi par Kraepelin en 1896. Elle est placée dans le genre Didymocentrus par Francke en 1978.

## Étymologie
Cette espèce est nommée en l'honneur de C. G. de Haseth.

## Publication originale
- Kraepelin, 1896 : Neue und weniger bekannte Skorpione. Mittheilungen aus dem Naturhistorischen Museum, Beiheft zum Jahrb. Beiheft zum Jahrbuch der Hamburgischen wissenschaftlichen Anstalten, vol. 13, no 8, p. 119-146 (texte intégral).